# Aliguay
Aliguay es una isla en Mindanao, en el país asiático de Filipinas, y un barangay de la ciudad de Dapitan. La isla está bajo la custodia de la Armada de Filipinas y es un santuario marino establecido. La isla está rodeada por playas de arena blanca y arrecifes de coral. No hay fuentes de agua de la isla. Existen pocos residentes en la isla Aliguay, dedicados sobre todo a la venta de pescado a los turistas.
En mayo de 2015 algunos miembros del personal de la guardia costera y el presidente del barangay insular, Rodolfo E. Buligao, fueron secuestrados por un grupo terrorista islámico llamado Abu Sayyaf. Un vídeo viral fue lanzado por el grupo mostrando a las 3 víctimas pidiendo la ayuda del gobierno y de la ciudad de Dapitan. El incumplimiento de la oferta significó que el grupo podría decapitar a las víctimas. El 11 de agosto, el ejército encontró un cuerpo decapitado de un hombre que se cree es el de Buligao. Fue descubierto a lo largo de una intersección en Barangay Laum Maimbung en la ciudad Maimbung en la provincia de Sulu.